# Nelsia angolensis
Nelsia angolensis är en amarantväxtart som beskrevs av Paul Rodolphe Joseph Bamps. Nelsia angolensis ingår i släktet Nelsia och familjen amarantväxter. Inga underarter finns listade i Catalogue of Life.